# Châlus
Châlus (auf Okzitanisch Chasluç) ist eine französische Gemeinde mit 1671 Einwohnern (Stand 1. Januar 2022), die im Département Haute-Vienne in der Region Nouvelle-Aquitaine liegt.

## Geschichte
- Durch einen Pfeil oder Armbrustbolzen des Schützen Pierre Basile wurde Richard Löwenherz im Frühjahr 1199 bei der Belagerung der Burg Châlus derart verletzt, dass er am 6. April 1199 an den Folgen starb.

## Sehenswürdigkeiten
- Burgruine Châlus-Chabrol, welche die Stadt überragt
- Burgruine Châlus-Maulmont
- Die Kirche von Lageyrat, sie war vor der Errichtung der Kirche in Châlus im 14. Jahrhundert die Pfarrkirche.
- Die Stadt liegt im Regionalen Naturpark Périgord-Limousin.

## Söhne und Töchter der Gemeinde
- Monique Boulestin (* 1951), Abgeordnete in der Nationalversammlung (PS)